# Exoristinae
Exoristinae (лат.) — подсемейство двукрылых семейства тахин.

## Описание
Ариста усиков как правило голая. Фронтальные щетинки доходят до скул. Простернум по бокам в волосках. На передних голенях около вершины имеется короткая щетинка. У личинок отсутствуют кутикулярные пластинки.

## Образ жизни

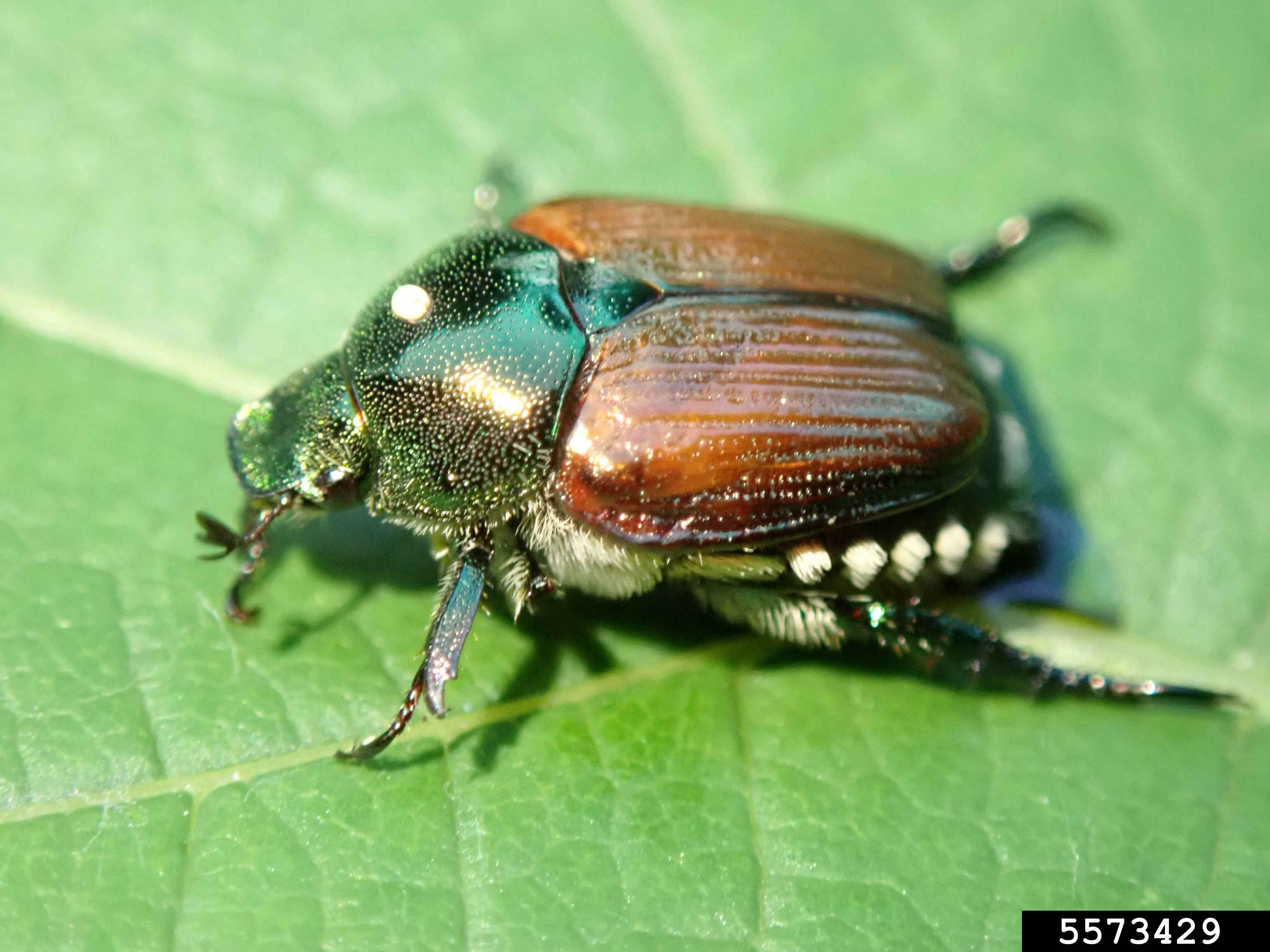
Яйцо Istocheta aldrichi на переднеспинке японского хрущика

Личинки паразиты различных насекомых, большинство Exoristinae развиваются в чешуекрылых. Самки откладывают непосредственно на тело хозяина около него. Для представителей трибы Goniini характерна откладка мелких (0,4 мм) яиц с твёрдым хорионом на растение, которые хозяин проглатывает в процессе питаний. Яйцеживорождение отмечено в трибах Blondeliini, Ethillini, Eryciini и Goniini. Плодовитость самок, откладывающих яйца на растения, выше чем е тех, кто откладывает яйца непосредственно на хозяина.
Вид Istocheta aldrichi используется для биологической борьбы с японским хрущиком в Северной Америке.

## Классификация
В мировой фауне 3637 видов. В подсемействе выделяют от 7 до 11 триб:
- Acemyini
- Anacamptomyiini
- Blondeliini
- Eryciini
- Ethillini
- Euthelairini
- Exoristini
- Goniini
- Masiphyini
- Thrixionini
- Winthemiini

## Распространение
Встречаются во всех зоогеографических областях. Наибольшее видовое разнообразие отмечено в Неотропике (1312 видов).